# Espace Pierres Folles
L'espace Pierres Folles est un musée, jardin botanique et sentier géologique situé à Saint-Jean-des-Vignes, dans le département du Rhône et la région Auvergne-Rhône-Alpes. Il propose une rétrospective de l'histoire du Beaujolais à travers la géologie, les fossiles, le sol et les ressources naturelles de la région. Le musée vend également de la pierre dorée fournie par la cimenterie Lafarge qui exploite la carrière voisine de Belmont.

## Histoire du lieu
À Saint-Jean-des-Vignes, une légende raconte que des pierres dorées cachaient un trésor mais que ses pierres ne pouvaient être déplacées que le jour de Noël entre le premier et le douzième coup de minuit. Pendant ce laps de temps, les pierres descendaient boire l'eau de l'Azergues et il était possible de s'approcher du trésor. La femme du bûcheron, Marcelline, vit les pierres dorées descendre la colline, et à la fin des douze coups de minuit, elle entendit gémir les pierres qui n’avaient pas pu boire et qui remontaient pour protéger leur trésor. Elle leur donna à boire et en récompense, elle put choisir un trésor. Cependant les pierres se jetèrent sur elle, Marcelline put les éviter mais les pierres dorées finirent dans l'Azergues et la femme du bûcheron put récupérer la totalité du trésor. Le lieu-dit prit le nom de « Pierres Folles »,.

## Musée

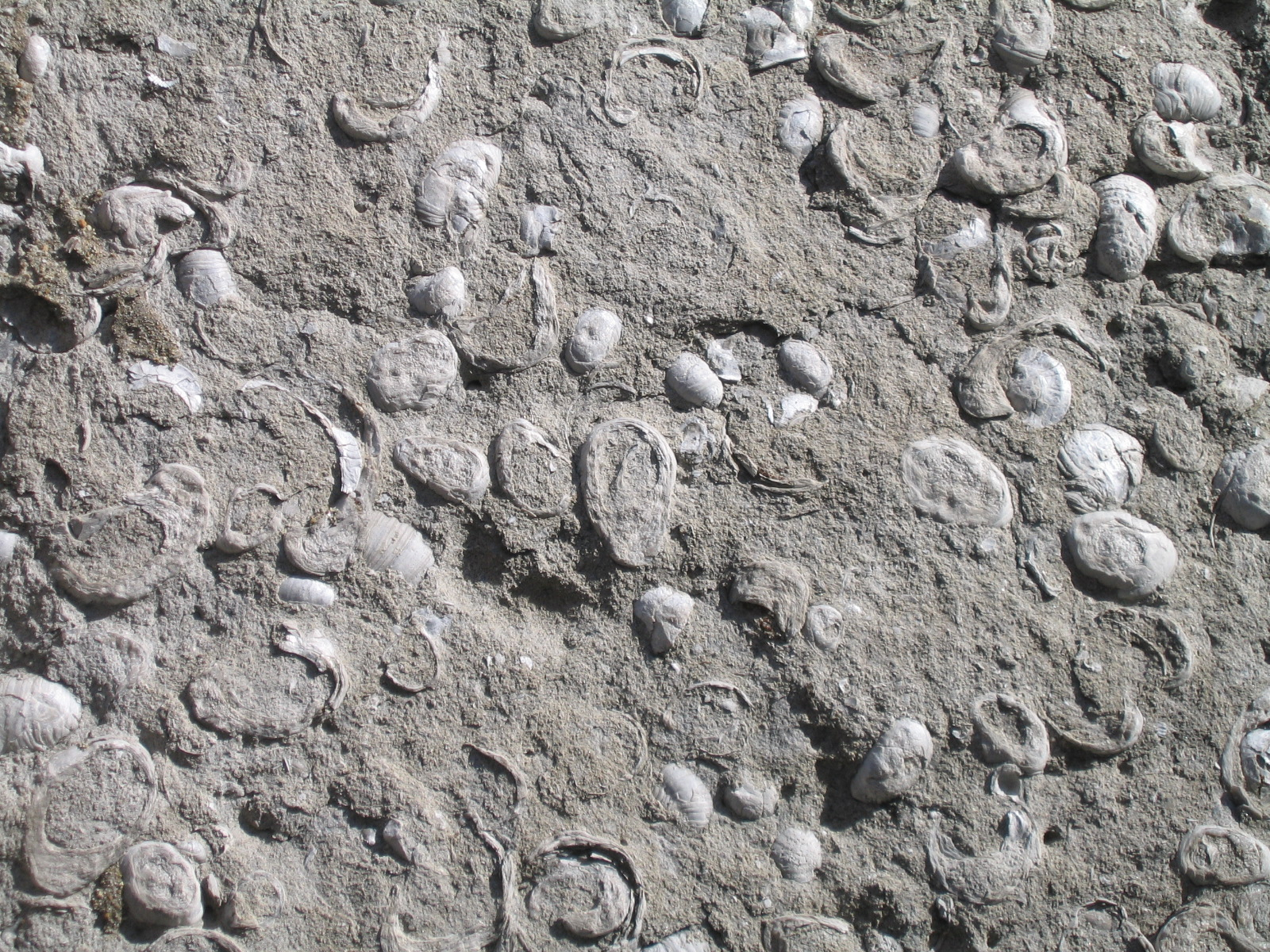
Mur en calcaire à gryphées dans la région lyonnaise (à Oullins). Issu des carrières des Monts d'Or.

Le musée est installé dans une ancienne carrière. L'espace Pierres Folles a été construit en béton et ses façades ont été recouvertes des trois couleurs de pierres de construction employées dans la région lyonnaise. Il s'agit du gris du calcaire « à gryphées », du blanc de la pierre de Lucenay, utilisée pour édifier la cathédrale Saint-Jean et de l'or de la pierre dorée.
Les différents étages du musée évoquent les strates de roches sédimentaires visibles sur la façade lorsque la région était recouverte par la mer, il y a des millions d'années.
Le rez-de-chaussée, avec le calcaire à gryphées aborde la formation de la terre, l'apparition de la vie et son évolution au cours des temps ainsi que les fossiles de la région. Des aquariums font la relation entre la faune actuelle et la faune fossile.
Le premier étage présente la pierre dorée qui a été utilisée pour fabriquer le ciment mais aussi pour restaurer les villages des Pierres Dorées. Il évoque la relation entre le sol et la végétation et le lien avec la viticulture est montré pour expliquer la diversité des crus du Beaujolais.
Le dernier étage fait le lien avec la pierre de Lucenay qui a été utilisée pour la construction dans les villages de Chazay-d'Azergues, Morancé, Lucenay et Anse. Cet étage est réservé aux expositions temporaires, démonstrations, ateliers, conférences, et tables rondes.
Le musée est fermé et sera rouvert fin 2022 ou pendant l'année 2023. Le bâtiment va être rehaussé d'un niveau et agrandi de deux ailes. Il va s'inscrire dans le projet Geopark Beaujolais labellisé par l'UNESCO en 2018 et en deviendra le centre d'accueil.

## Jardin botanique

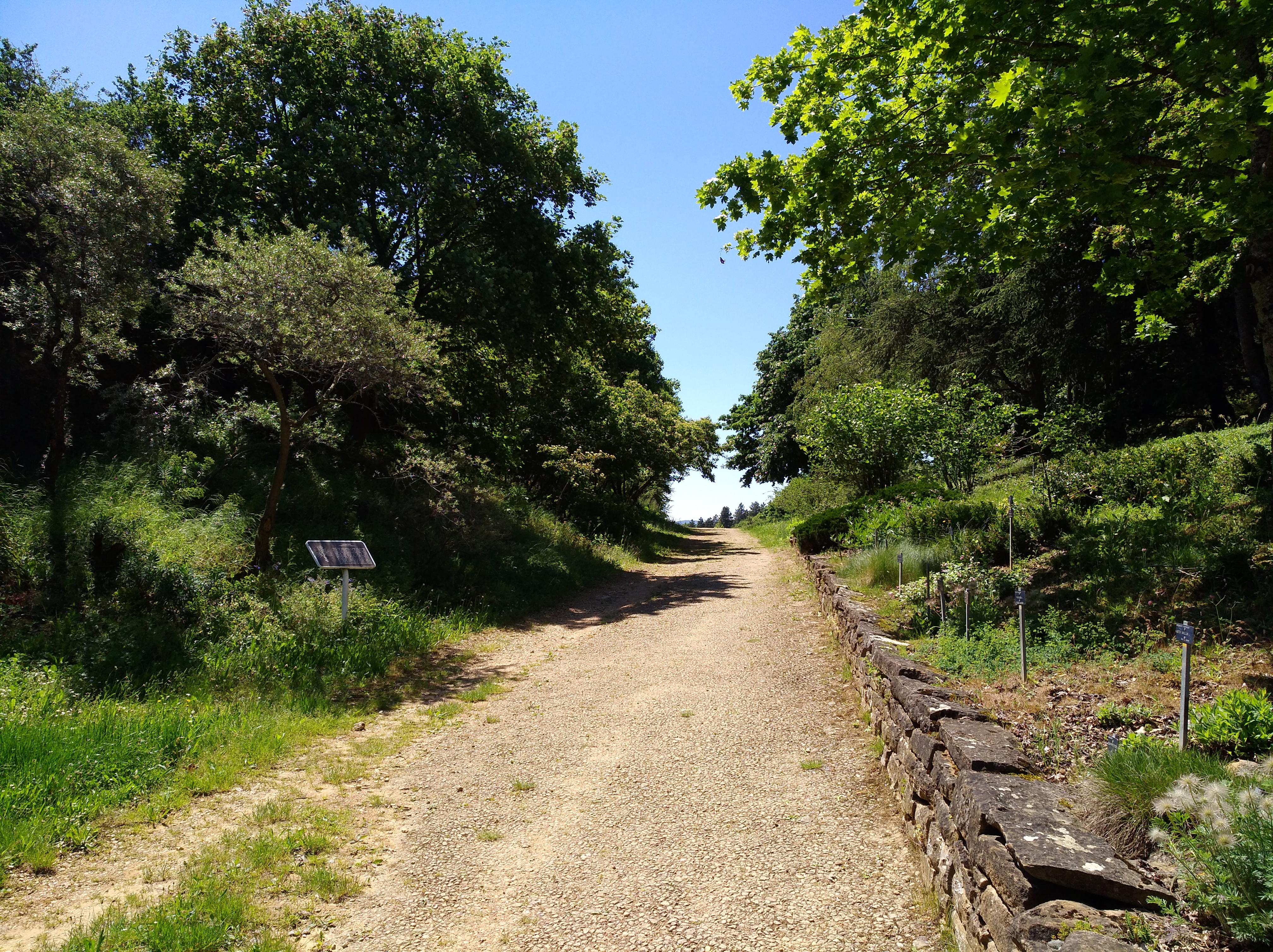
Chemin à l’entrée du jardin botanique

Les plantations botaniques occupent 8400 m2 des deux hectares du parc géologique et botanique. Elles réunissent une collection de 527 espèces, dont 97 de végétaux ligneux et 430 de plantes herbacées. Il a été ouvert en avril 1995.
Les espèces représentées sont essentiellement des végétaux de la flore régionale, et notamment ceux des sols argilo-calcaires du Beaujolais des Pierres Dorées. Elle comprend aussi des végétaux méditerranéens que l'on trouve dans la moyenne vallée du Rhône et même jusqu'aux environs de Lyon comme le chêne vert, l'érable de Montpellier et quelques arbres étrangers se reproduisant naturellement dans la région comme le cèdre de l'Atlas ou le noyer.
Le parc est aménagé pour associer les végétaux ligneux et les plantes herbacées. Il comprend une zone sableuse, une zone de terre de bruyère pour les espèces calcifuges des monts du Beaujolais et un jardin de rocaille.
Le jardin est parrainé par les Jardins botaniques de France et des pays francophones.

## Sentier géologique

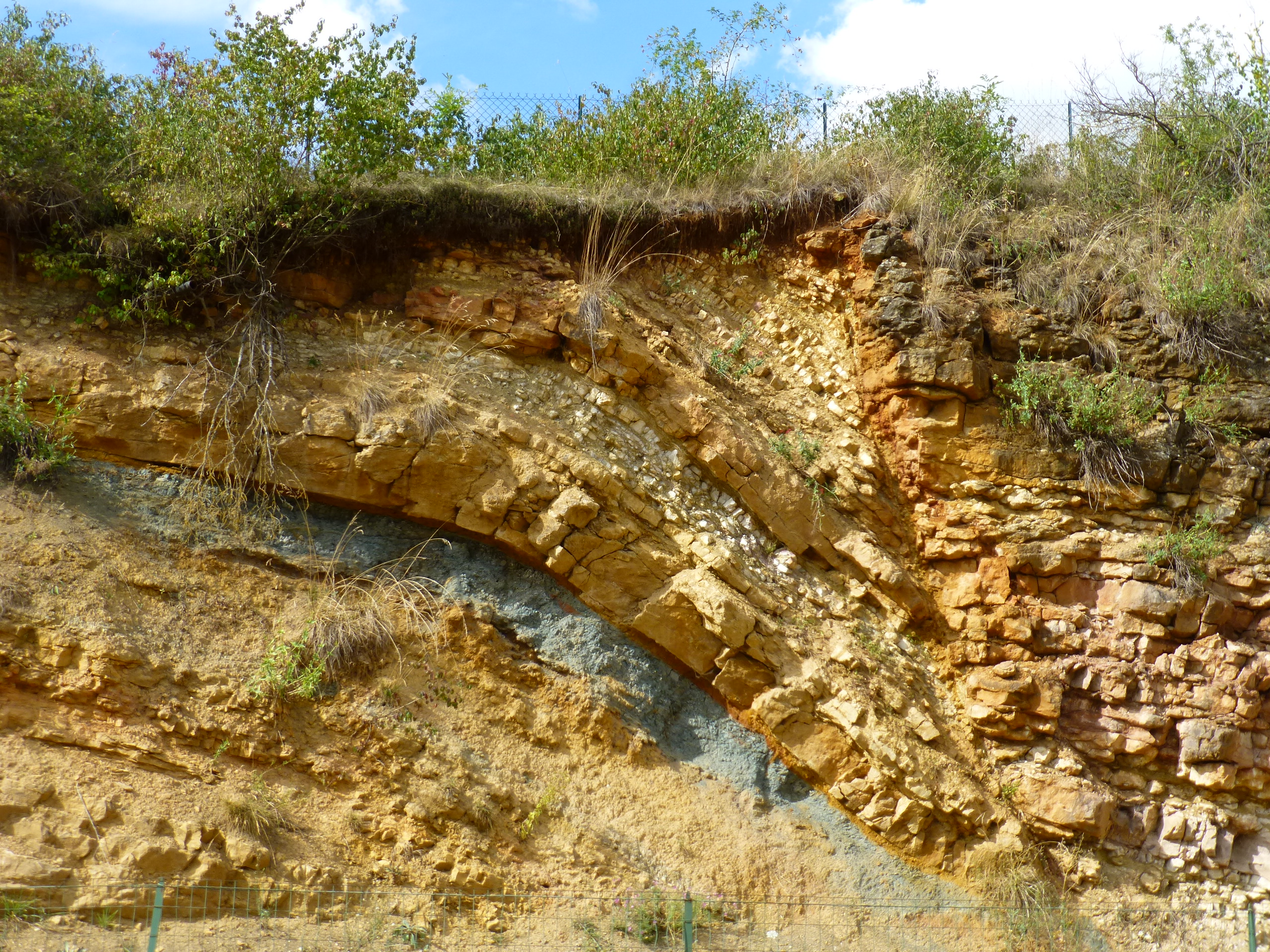
Faille géologique de l'espace des Pierres Folles.

Le sentier géologique a été inauguré en 1988 par Haroun Tazieff. Il se compose de quatre sites qui illustrent l'histoire géologique de la région. On peut y observer le phénomène de stratification, un ensemble de roches se présentant sous la forme de couches ou bancs empilés les uns sur les autres. On peut trouver des empreintes de pas de reptiles ayant vécu il y a 245 millions d'années et des traces d'une faune comme des huîtres ou gryphées, des moules de grande taille (plagiostromes), des ammonites, des bélemnites et des lys de mer (pentacrines) datant de 195 millions d'années.